# Интерим
Интерим (лат. Interim — промежуточный) — так называются предварительные постановления, которыми несколько раз в течение XVI века по инициативе императора Карла V имелось в виду сблизить протестантов с католиками на почве догматики и учения о церковных обрядах.

## Регенсбургский интерим
Первый такого рода проект был выработан на совещаниях в Гагенау и Вормсе в 1540 году протестантским богословом Буцером совместно с умеренным католиком Иоанном Гроппером и другими богословами. Он состоял из 23 статей, написанных (на латинском языке) в очень умеренном духе, так что принятие его могло бы предупредить раскол церквей. Имена составителей хранились в тайне.
Карл V дал ознакомиться с ним курфюрсту Иоахиму II Бранденбургскому, ландграфу Филиппу Гессенскому, курфюрсту Иоганну, Фридриху Саксонскому, а также Лютеру и Меланхтону. На Регенсбургском сейме (1541 год) началось обсуждение этого интерима особым комитетом, который принял первые пять статей, но в вопросах о иерархии и о таинствах не мог прийти ни к какому положительному решению. Принятые статьи с препроводительным посланием протестантов были вручены императору, который о попытке примирения довёл до сведения сейма. Сейм постановил предоставить дело будущему вселенскому или местному собору, если же таковой не соберётся — следующему сейму. Этот Интерим, названный потом регенсбургским, если и вызвал недоверие некоторых протестантов, то ещё более возбудил неудовольствие среди католиков. Папа Римский и многие католические князья были против соглашения.

## Аугсбургский интерим
Через 7 лет, когда император одержал полную победу над протестантами, попытка соглашения была возобновлена. Новый проект (26 статей) был составлен приверженцем Эразма — Юлием Пфлугом, католиком Михаэлем Хельдингом и податливым бранденбургским придворным проповедником Иоганном Агриколой, совершенно в католическом духе; уступкой протестантам были только три статьи, которые фактически признавали секуляризацию духовных владений (за некоторыми исключениями), дозволяли браки духовных лиц до решения собора и находили возможным причащение под обоими видами, но лишь под условием, чтобы не осуждалось причащение под одним видом. Интерим был объявлен сейму в Аугсбурге (15 мая 1548 года) прежде чем папе Павлу III удалось выразить о нём своё мнение.
Неудовольствие против интерима было повсеместное, но так как некоторые из имперских князей согласились принять его (Пфальц, Вюртемберг и др.), он постепенно стал вводиться. Несколько сот духовных лиц, его отвергавших, были лишены мест, изгнаны, некоторые даже убиты. Издано было повеление, чтобы ничего против интерима не писалось и не печаталось. Тем не менее, неудовольствие против интерима выразилось в ряде проповедей, памфлетов, брошюр и карикатур. Чеканились даже особые, так называемые интеримские, талеры (Interimsthaler) с изображением интерима в виде трехглавого змея и надписью: Packe. di. Sathan. du. Interim («Убирайся, сатана ты Интерим»). На Магдебург за распространение подобных пасквилей была наложена опала. Со стороны католиков прежде всего против интерима выступал папа. Недовольны были и некоторые католические князья.
Ввиду неудовлетворительности Аугсбургского интерима Мориц Саксонский созвал новую местную комиссию, чтобы примирить требования совести с требованиями императора. Исходной точкой члены комиссии избрали уступки в вещах безразличных (adiaphora). После предварительного обсуждения дела с курфюрстом бранденбургским Мориц представил новый проект соглашения собравшимся в Лейпциге в конце 1548 года чинам, которые и приняли этот третий, так называемый Лейпцигский интерим, ещё раз затем подвергнутый переработке, и в мае 1549 года принятый большим числом духовных лиц, собравшихся в Гримме. Этот Интерим, в составлении которого принимал большое участие Меланхтон, был проникнут протестантским духом. Он вызвал длившийся около 30 лет спор между сторонниками интерима, адиафористами, и противниками его, из которых главным был Флаций.